# 蘇必利爾鎮區 (北達科他州埃迪縣)
蘇必利爾鎮區（英語：Superior Township）是位於美國北達科他州埃迪縣的一個鎮區。

## 地方資料
蘇必利爾鎮區的面積為90.64平方千米，當中陸地面積為89.94平方千米，而水域面積為0.70平方千米。根據2020年美國人口普查的數據，當地共有人口69人，而人口密度為每平方千米0.76人。